# 실종 (2021년 영화)
《실종》(일본어: さがす, 영어: Missing)는 2021년에 개봉한 일본의 범죄, 미스터리, 스릴러, 드라마 영화이다.
 가타야마 신조가 감독과 각본을 맡았다.
 일본은 2022년 1월 21일에 대한민국은 2022년 6월 15일에 개봉되었다.

## 줄거리
수배 중인 연쇄살인마의 포상금을 탈 생각에 들떠있던 아빠 사토시.

아빠 사토시와 함께 살던 카에데는 자고 일어났더니 사라져버린 아빠를

찾기 위해 아빠의 일터에 찾아가고 아빠가 출근했다는 말에 현장에

가보지만 아빠 이름을 쓰고 있는 남자를 보고 동명이인으로 착각했다고

생각하고 집으로 돌아오지만 TV에서 연쇄살인마에 대한 뉴스를 보면서

자신이 본 사람이 연쇄살인마임을 알고 다시금 일터 현장에 찾아가지만

이미 사라진 뒤여서 일터 현장에서 자신을 도와준 사람에게 물어서

연쇄 살인마를 쫓기 시작하는데...

## 출연진

### 주연
- 사토 지로 - 사토시 역
- 이토 아오이 - 카에데 역

### 조연
- 시미즈 히로야
- 미사토 모리타